# Нурминка (приток Оштормы)
Нурминка — река в Кукморском районе Татарстана, левый приток реки Ошторма. Устье находится в 13 км по левому берегу.

## География
Длина реки 20 км, площадь бассейна 111 км². Нурминка берёт начало в 2,5 км к западу от села Нурмабаш, течёт на восток, устье у посёлка городского типа Кукмор. Протекает по сравнительно возвышенной равнине, с множеством длинных оврагов. Русло реки извилистое, не разветвлённое. В реку впадает 16 притоков. На реке стоит село Байлянгар и деревни Нурмабаш, Саз-Тамак и Живой Родник. Нижнее течение проходит по территории посёлка Кукмор. Перед посёлком река огибает ландшафтный памятник природы «Кукморская гора». Долина реки Нурминка включена в 1978 году в Список особо охраняемых природных территорий Татарстана.

## Гидрология
- Река маловодная[3]. Питание смешанное, преимущественно снеговое (82 %)[3]. Распределение стока внутри года неравномерное[3]. Годовой слой стока 120 мм, 98 мм из которых приходится на период весеннего половодья[3]. Межень устойчивая 0,085 м³/с в устье[3]. Модули подземного питания колеблются от 0,5 до 1,0 л/с км²[3].
- Вода в реке гидрокарбонатно-хлоридно-кальциевая, жёсткостью от 1,5-3,0 мг-экв/л весной, до 3,0-6,0 мг-экв/л в межень[3]. Минерализация от 200—300 мг/л весной, до 700—1000 мг/л в межень, средняя мутность 1800 г/м³[3].

## Данные водного реестра
По данным государственного водного реестра России относится к Камскому бассейновому округу, водохозяйственный участок реки — Вятка от водомерного поста посёлка городского типа Аркуль до города Вятские Поляны, речной подбассейн реки — Вятка. Речной бассейн реки — Кама.
Код объекта в государственном водном реестре — 10010300512111100040401.